# Metopelloides tattersalli
Metopelloides tattersalli är en kräftdjursart som beskrevs av Gurjanova 1938. Metopelloides tattersalli ingår i släktet Metopelloides och familjen Stenothoidae. Inga underarter finns listade i Catalogue of Life.